# Clara Tiscar
Clara Tiscar i Castells (Barcelona, 1976) es una escritora, guionista y comunicadora española. En 2021, su pódcast de true crime Criminopatía se convirtió en uno de los más escuchados en español. En 2025, fue premiada con un Premio Ondas Globales del Pódcast como mejor anfitriona por Criminopatía.

## Trayectoria
Con formación en comunicación en la Universidad Abierta de Cataluña (UOC) y en guion por la Universidad Pompeu Fabra (UPF), Tiscar se dedicó durante un tiempo al mercadeo y después trabajó como contratista autónoma en la creación de contenidos y como redactora o escritora fantasma.
Tiscar ha publicado dos novelas: El poli que duerme en el coche, la periodista en paro y las cajas que pesan demasiado (2015) con ilustraciones de Alexia Jorques y traducido al italiano en 2018, y Nombre de Huracán, también en catalán (El Nom dels Huracans). Además, como formadora de personas interesadas en convertirse en escritoras, publicó artículos relacionados con técnicas de escritura, y publicó en 2016 el manual Cómo escribir una novela: superar el bloqueo.

### Criminopatía
En enero de 2021, Tiscar empezó a emitir un pódcast de true crime titulado Criminopatía. Cada semana, publica un nuevo episodio sobre un crimen real ocurrido en España o fuera del Estado, donde expone los hechos del caso y el desarrollo de la investigación. En seguida, el programa dirigido y producido por Tiscar se convirtió en uno de los más escuchados en español, apareciendo en múltiples listas de recomendaciones. Los episodios se pueden escuchar en las plataformas Spotify, Apple Podcast e iVoox.
Debido al éxito de su podcast Criminopatía, Tiscar ha sido invitada como ponente a diversos espacios, como el festival Ceba Negra de Figueras de crónica negra catalana, para hablar sobre la divulgación del true crime y las razones por las que los crímenes son tan llamativos para el gran público.

## Reconocimientos
En 2021, su podcast de true crime Criminopatía se convirtió en uno de los 10 programas en Apple Podcasts más escuchados del año. En septiembre de 2022, el medio Business Insider España lo incluyó entre los 20 mejores podcast del año. En octubre de ese mismo año, la revista Esquire lo hizo en la lista de los 5 mejores podcast de terror de Spotify, junto a Crims, del escritor Carles Porta, Terrores Nocturnos, dirigido por las periodistas Emma Entrena y Silvia Ortiz, Asesinos seriales y Misterios Cotidianos de Ángel Martín y Josep Lozano.
En 2025, Clara Tiscar i Castells fue premiada con un Premio Ondas Globales del Pódcast como mejor anfitriona por Criminopatía.

## Obra
- 2015 – El poli que duerme en el coche, la periodista en paro y las cajas que pesan demasiado. Con ilustraciones de Alexia Jorques. CreateSpace Independent Publishing Platform. ISBN 978-1519268174.[15]
- 2015 – El Nom dels Huracans. En catalán. CreateSpace Independent Publishing Platform. ISBN 9781515372837.
- 2015 – Nombre de Huracán. CreateSpace Independent Publishing Platform. ISBN 978-1515357131
- 2016 – Cómo escribir una novela: superar el bloqueo. ASIN  B01FDQW4O0.
- 2018 – Il poliziotto, la giornalista e gli scatoloni troppo pesanti. En italiano.